# Аварія A300 в Чеджу
Аварія A300 в Чеджу — авіаційна аварія, що сталась 10 серпня 1994 року. Пасажирський авіалайнер Airbus A300-600R південнокорейської авіакомпанії Korean Air Lines виконував внутрішній рейс KE2033 (позивний — KAL2033) за маршрутом Чеджу — Сеул, але під час посадки аеропорті Чеджу при умовах тайфуну літак із-за помилок екіпажу сів на ЗПС з дуже великою швидкістю, викотився за її межі та впав в канаву. Спалахнула пожежа. Зі 160 осіб на борту (152 пасажирів і 8 членів екіпажу), ніхто не загинув, але 9 пасажирів отримали поранення.

## Хронологія подій

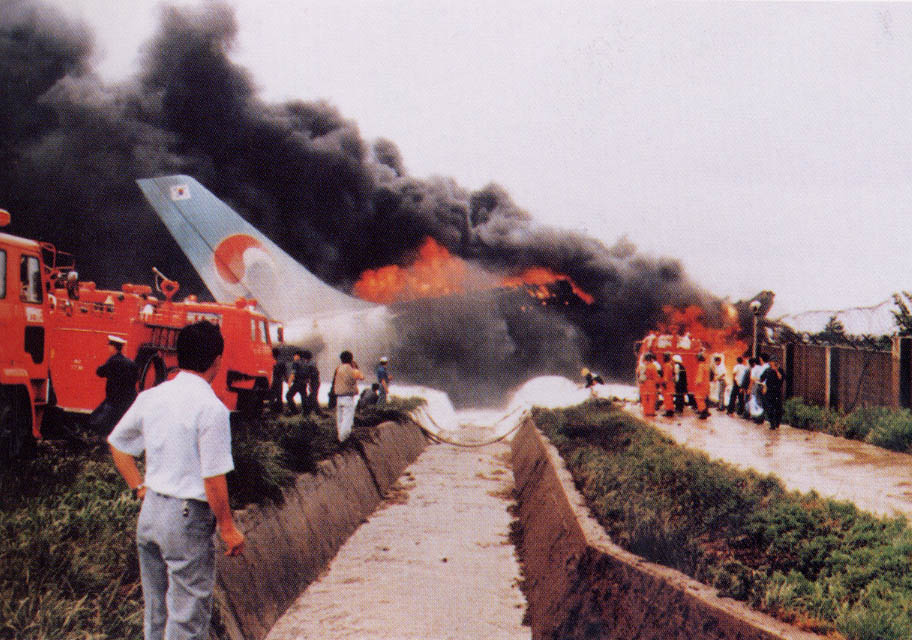
Наслідки аварії

Під час аварії в кабіні літака керували командир Беррі Едвард Вудс (канадець, 52 роки) і другий пілот Чон Чан Гю (36 років). У той час на острові Чеджу дули сильні вітри під впливом тайфуну «Дуг», капітан наполягав на посадці, а другий пілот наполягав на поверненні. У момент, коли шасі літака торкнулося злітно-посадкової смуги, на літак вдарив порив вітру, і перший офіцер вирішив, що це кризова ситуація, і спробував об'їхати без дозволу капітана, потягнувши за ручку управління. Тим часом літак опустив кілька сотень метрів злітно-посадкової смуги і зрештою злетів з краю злітно-посадкової смуги.
Літак проїхав злітно-посадкову смугу і скочив до кунжутного поля приблизно в 150 м. При цьому паливний бак біля хвоста зіткнувся із залізною огорожею аеропорту і підпалив літак, що призвело до ланцюгового вибуху деталей.